# Grochowe Łąki

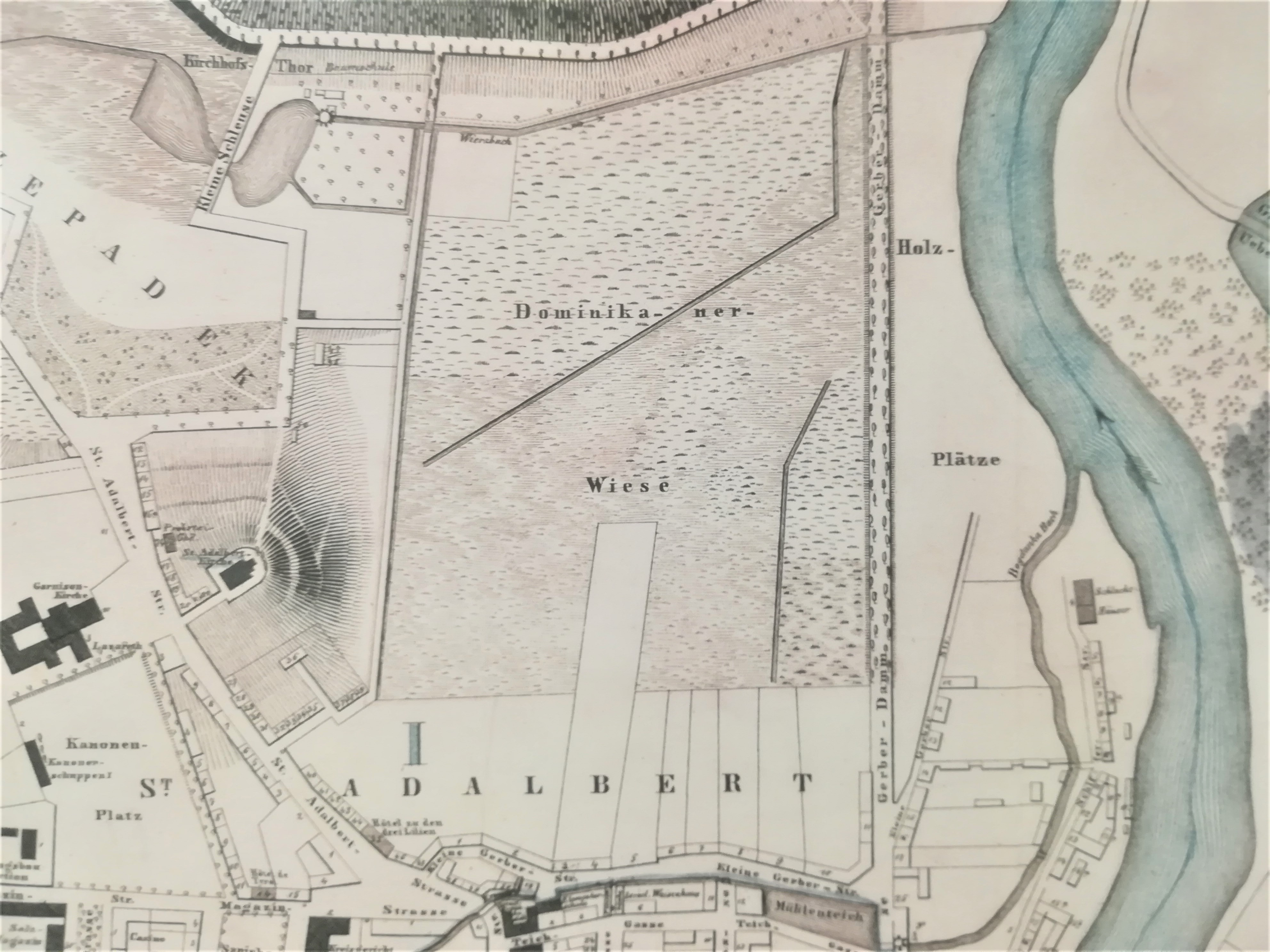
Grochowe (Dominikańskie) Łąki na mapie z 1856

Grochowe Łąki – część Garbar w Poznaniu, zlokalizowana w rejonie obecnych ulic Grochowe Łąki i Bóżniczej, w obrębie Osiedla Stare Miasto.

## Historia
Tereny na północ od dawnej Bramy Wronieckiej stanowiły ongiś podmokłe łąki nadwarciańskie, należące w XVI wieku do kupca i rajcy miejskiego Jana Groffa, zamieszkałego przy Starym Rynku w kamienicy o numerze 61 (jeszcze wcześniej łąki przynależały do Dominikanów). Na terenach tych założono ogrody i sady. Ze względu na nazwisko rodziny właścicieli nazywano je Groffowymi Łąkami (także Groffowskimi). W 1900 wytyczono tutaj nowe ulice - Południową oraz, nieco wcześniej, Północną. Ta druga nadal istnieje pod niezmienioną nazwą, a Południowej nadano w 1919 miano Grochowych Łąk, dla upamiętnienia spolszczonej już, a będącej w powszechnym użyciu, nazwy dawnych łąk Groffa. Łącznie teren Grochowych Łąk został w historii podniesiony o kilka metrów względem pierwotnego, podmokłego podłoża. Miąższość tych nawiezień może sięgać w niektórych miejscach nawet ponad 10 metrów. Ostatnie znaczne podniesienie terenu (o 3-5 metrów) nastąpiło w 1892, w związku z budową rzeźni. Ziemię zwożono wówczas z terenu obecnych Winiar – ulic Wołyńskiej, Szydłowskiej i Obornickiej. W maju 1937, przy ul. Bóżniczej miał miejsce wielki pożar Akwawitu.

## Zabudowa
Przy Grochowych Łąkach znajduje się wiele okazałych kamienic z początku XX wieku (pierzeja południowa), w tym monumentalny budynek dawnej fabryki wódek i likierów Hartwiga Kantorowicza z roku 1907, który jako pierwszy produkował Wódkę Wyborową. Inni znani poznańscy kupcy, którzy zrealizowali tutaj fabryki i kamienice, to Józef Czepczyński (nr 3, architekt Emil Asmus) i Józef Warschauer. Pierzeję północną stanowi ozdobne ogrodzenie dawnej, zabytkowej rzeźni. Na narożniku z ulicą Garbary stoi dom dla pracowników rzeźni miejskiej, wybudowany w latach 1927–1928 według projektu Jerzego Tuszowskiego (inne źródła mówią, że był to Kazimierz Ruciński). Na poddaszu tego budynku mieściło się atelier malarskie Instytutu Sztuk Pięknych Adama Hannytkiewicza, z którego w latach 30. korzystał m.in. Wojciech Kossak. Inne kamienice przy tej ulicy projektowali m.in. Paul Lindner (znany z zespołu rezydencji na Jeżycach), Karl Roskam i Hugo Francke.

## Komunikacja
W pobliżu, przed rzeźnią, do lat 70. XX wieku istniała pętla tramwajowa. Obecnie teren obsługują autobusy linii 147, 151, 160, 163, 167, 174, 176, 190, 911 (przystanki Grochowe Łąki i Małe Garbary) oraz tramwaje linii 3, 4, 8, 17 (przystanek Małe Garbary).